# ارتباطات سلامت

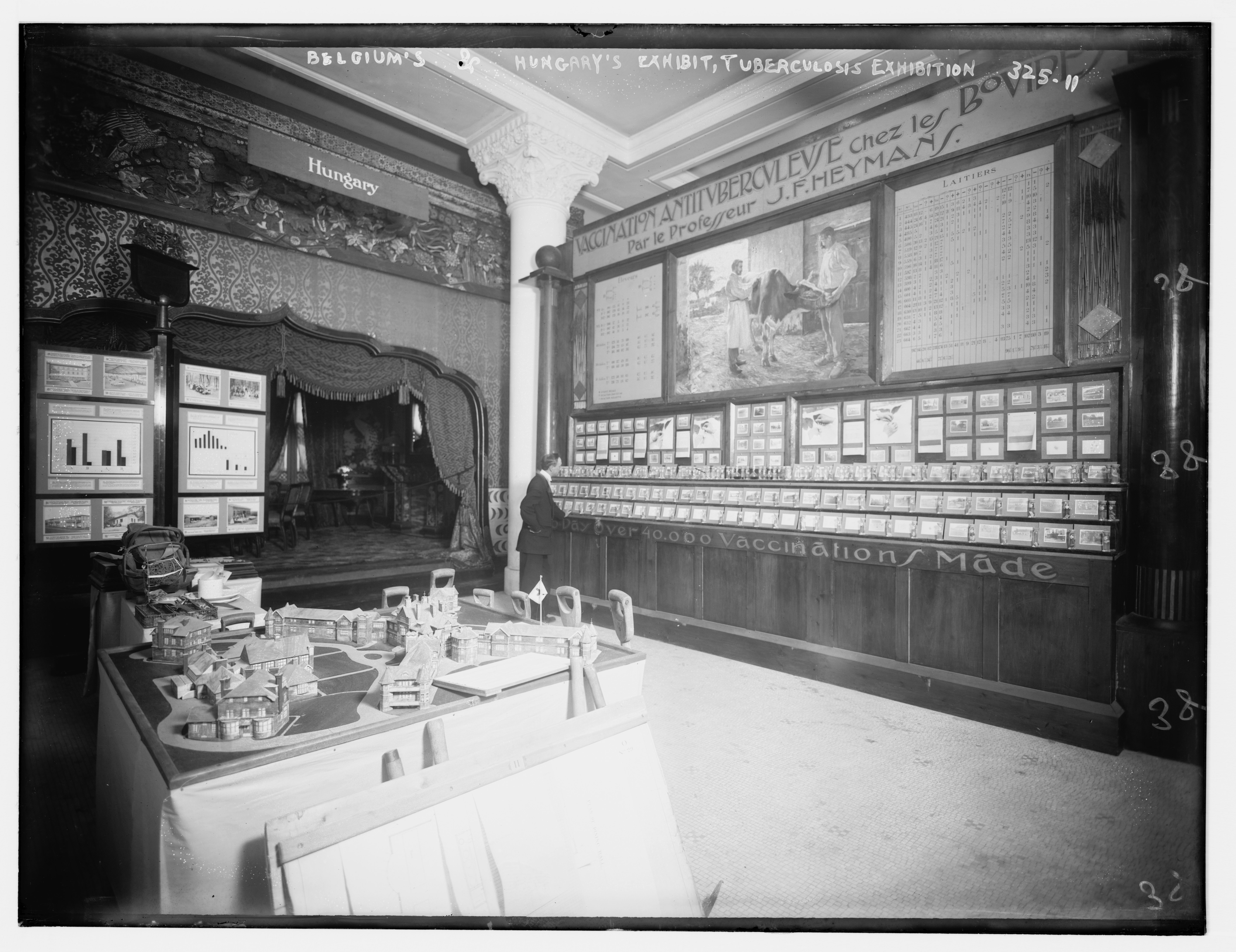
نمایشگاه بلژیک و مجارستان، حوزه ارتباطات سلامت

ارتباطات سلامت (انگلیسی: Health communication) مطالعه و عمل در برقراری ارتباط تبلیغاتی اطلاعات بهداشتی، از جمله در کمپین‌های بهداشت عمومی، آموزش بهداشت، و در بین پزشک و بیمار است.
هدف از انتشار اطلاعات بهداشتی این است که با بهبود سواد سلامت بر سلامت انتخاب شخصی تأثیر بگذارد. از آنجایی که ارتباطات بهداشتی مؤثر باید برای مخاطبان و وضعیت مناسب باشد، تحقیقات در ارتباط با سلامت به منظور اصلاح استراتژی‌های ارتباطی برای اطلاع دادن به مردم در مورد راه‌های افزایش سلامت یا اجتناب از خطرات خاص سلامت است. به‌طور علمی، ارتباطات سلامت یک رشته در مطالعات ارتباطات است
ارتباطات بهداشتی ممکن است به‌طور متفاوتی به دنبال داشته باشد:
- افزایش دانش و آگاهی مخاطب از یک مسئله بهداشتی
- تأثیر رفتار و نگرش نسبت به یک مسئله بهداشتی
- رفتارهای سالم را نشان می‌دهد
- مزایای تغییر رفتار را به نتایج سلامت عمومی نشان می‌دهد
- ترویج حمایت از موضع‌گیری در مورد یک مسئله بهداشتی یا سیاست
- افزایش تقاضا یا حمایت از خدمات بهداشتی
- استدلال در مورد تصورات غلط دربارهٔ سلامت

## تأسیس
این اصطلاح زمانی ایجاد شد که اعضای ICA، انجمن ارتباطات بین‌المللی، گروه علاقه‌مند این اصطلاح را پذیرفتند. پیوند میان رشته‌ای بین سلامت و ارتباطات قطعاً یک رابطه عرفی بود که مدت‌ها قبل از اصطلاح «ارتباطات سلامت» معرفی شده بود. (Stacks & Salween، صفحه ۴۸۹) تحقیق در ارتباطات بهداشتی، توسعه پیام‌های مؤثر در مورد سلامت، انتشار اطلاعات مربوط به سلامت از طریق پخش اخبار مرتبط، چاپ و رسانه‌های الکترونیکی و نقش روابط شخصی در جوامع بهداشتی را در بر می‌گیرد. در اصل همه ارتباطات، ایده سلامت و تأکید بر سلامت است. هدف تحقیقات ارتباطات سلامت شناسایی و ارائه راهکارهای ارتباطی بهتر و مؤثرتر است که سلامت کلی جامعه را بهبود می‌بخشد. (Stacks & Salween، صفحه ۴۸۹)

## پژوهش
اهداف و دلایل زیادی وجود دارد که چرا تحقیقات ارتباطات سلامت مهم است و چگونه در زمینه مراقبت‌های بهداشتی مورد استفاده قرار می‌گیرد.
برنامه‌های آموزشی حرفه‌ای مراقبت‌های بهداشتی یا HCP می‌تواند بر اساس تحقیقات ارتباطات سلامت سازگار و توسعه یابد. (Stacks & Salween، ۴۹۵)
با توجه به وجود فرهنگ متنوعی که گروهی از بیماران را در زمینه مراقبت‌های بهداشتی تشکیل می‌دهد، ارتباط با دیگر فرهنگ‌ها آموزش داده شده و تمرکز در کلاس‌های مراقبت‌های بهداشتی لازم می‌باشد.
تحقیقات نشان می‌دهد که ارتباط غیر کلامی و کلامی بین متخصصان مراقبت‌های بهداشتی و بیمار می‌تواند منجر به افزایش نتایج بهبود بیماران شود.
با توجه به Stacks و Salween در صفحه ۴۹۶، برخی از خدمات بهداشتی و درمانی مانند بیمارستان‌ها هستند که اطلاعات بهداشتی را به بیماران ارائه تعلیم و آموزش می‌دهند.
هدف از انجام این کار بیمارستان‌ها این است که بیماران بتوانند به دلیل مهارت‌های ارتباطی بهتر، نتیجه بهتر را کسب کنند.
در طول سال‌ها تحقیقات زیادی روی ارتباطات سلامت صورت گرفته است.
به عنوان مثال، محققان می‌خواهند بدانند که آیا مردم با یک پیام مثبت در مقابل یک پیام منفی مؤثرتر هستند. محققان معتقدند که ایده‌هایی مانند، افراد با ایده‌های ثروت و ایمنی یا ایده بیماری و مرگ مؤثر هستند.
محققان بررسی می‌کنند که چه ابعادی از انگیزه‌های متقاعدکننده تأثیرگذار هستند: سلامت جسمانی در مقابل اقتصادی، در مقابل روان شناختی، در مقابل اخلاقی، در مقابل اجتماعی. (Stacks & Salween، ۴۹۷)
تأثیر کمپین بهداشتی- بعد از تحقیق روی اثرات ارتباطات سلامت انجام شده و می‌توان نتیجه گرفت که یک کمپین ارتباطات بهداشتی که نیازمند تغییر رفتار است، تغییر رفتار مطلوب را در حدود ۷ تا ۱۰ درصد یا بیشتر افزایش می‌دهد افرادی که در سایت کمپین هستند نسبت به کسانی که در گروه کنترل هستند. همچنین اثرات برای پذیرش یک رفتار جدید نسبت به پایان دادن به رفتار فعلی، حدود ۱۲٪ بالاتر است.
تعیین‌کننده میزان موفقیت پذیرش مخاطب، کیفیت و کمیت پیام، کانال‌های انتشار و محیط ارتباطی بزرگتر، ارزیابی تأثیرات کمپین سلامت است. ممکن است یک مخاطب بتواند بعضی پیام‌ها را نسبت به دیگران جذب کند. کانال رسانه ای و چگونگی رسیدن پیام توسط مخاطبان می‌تواند تأثیرات کمپین سلامتی را تحت تأثیر قرار دهد. (Stacks & Salween صفحه ۴۹۸)
تلاش و تأثیر پیام‌های بهداشتی و ارتباطات اغلب با تبلیغات تبلیغاتی الکل و دخانیات تحت تأثیر قرار می‌گیرد. تبلیغات برای این موارد اغلب انجام می‌شود که پر زرق و برق است و با آنچه که در مبارزات بهداشتی گفته شد مخالف است. این می‌تواند به تلاش‌های ارتباطات سلامت منجر شود بی‌معنی است.

## نظریه‌های مرتبط با ارتباطات سلامت
ارتباطات سلامت تحت‌تأثیر رشته‌های مختلف و رویکردهای نظری متفاوتی قرار دارد. برخی از مهم‌ترین نظریه‌ها را میتوان به دسته‌های زیر تقسیم کرد:
نظریه‌های علوم رفتاری و اجتماعی، نظریه ارتباط‌جمعی، بازاریابی اجتماعی و سایر تأثیرات نظری، از جمله مدل‌های پزشکی، جامعه‌شناسی و انسان‌شناسی. علاوه بر این، چندین چارچوب و مدل برنامه‌ریزی برای انعکاس یا ترکیب اصول اصلی برخی یا همه این دسته‌ها ایجاد شده است. مروری که در زیر میآید، بر نظریه‌های انتخاب شده و همچنین تأثیر بالقوه یا واقعی آن‌ها بر روی عملکرد ارتباطات سلامت متمرکز شده است (اسکیاوو، ۲۰۱۳).